# Lewis Swete
Lewis Swete foi o arquidiácono de Totnes durante 1583.
Ele foi educado na Universidade de Oxford e tornou-se membro do All Souls 'College em 1563, graduando-se em BA em 1563 e MA em 1567, BD em 1574 e premiado com DD em 1581-1582. Recebeu licença para pregar em 1582/3 e tornou-se reitor de Sampford Peverell em 1571, de East Allington em 1573 e de Uplowman em 1579. Ele foi nomeado cónego de Exeter em 1583 e arquidiácono de Totnes em 1584.